# Cetonia
Genre
Cetonia est un genre d'insectes de l'ordre des coléoptères, de la famille des Scarabaeidae, de la sous-famille des Cetoniinae.

## Espèces rencontrées en Europe
- Cetonia asiatica Gory & Percheron 1833
- Cetonia aurata (Linnaeus 1761) - Cétoine dorée
  - Cetonia aurata aurata (Linnaeus, 1761)
  - Cetonia aurata pisana Heer, 1841
  - Cetonia aurata sicula Aliquo, 1983
- Cetonia carthami Gory & Percheron 1833
  - Cetonia carthami aurataeformis Curti 1913
  - Cetonia carthami carthami Gory & Percheron 1833
- Cetonia cypriaca Alexis 1994

## Liste des espèces et sous-espèces
Selon Catalogue of Life (29 août 2014) :
- Cetonia aeratula
- Cetonia angulicollis
- Cetonia asiatica
- Cetonia aurata
- Cetonia bensoni
- Cetonia carthami
- Cetonia chinensis
- Cetonia cypriaca
- Cetonia delagrangei
- Cetonia filchnerae
- Cetonia funeraria
- Cetonia kemali
- Cetonia kolbei
- Cetonia laeviventris
- Cetonia magnifica
- Cetonia pakistanica
- Cetonia pilifera
- Cetonia pililineata
- Cetonia prasinata
- Cetonia pygidionotis
- Cetonia rhododendri
- Cetonia roelofsi
- Cetonia rutilans
- Cetonia sakaii
- Cetonia sehnali
- Cetonia sexguttata
- Cetonia siamensis
- Cetonia sichuana
- Cetonia vetusta
- Cetonia viridescens
- Cetonia viridiopaca
- Cetonia wrzecionkoi

Selon NCBI (29 août 2014) :
- Cetonia aurata
  - sous-espèce Cetonia aurata aurata
  - sous-espèce Cetonia aurata pisana
  - sous-espèce Cetonia aurata sicula
- Cetonia aurataeformis
- Cetonia carthami
- Cetonia delagrangei

## Synonymes
- Cetonia elegans Leoni, 1910, un synonyme de Cetonia aurata pisana, une sous-espèce (Cetoniini) de la cétoine dorée
- Cetonia elegans Fabricius, 1781, un synonyme de Heterorrhina elegans, une espèce (Goliathini) trouvée en Inde et au Sri Lanka